# Proasellus meijersae
Proasellus meijersae är en kräftdjursart som beskrevs av Henry och Guy Magniez 2003. Proasellus meijersae ingår i släktet Proasellus och familjen sötvattensgråsuggor. Inga underarter finns listade i Catalogue of Life.